# Comuna Torkanivka, Trosteaneț
Torkanivka (în ucraineană Торканівка) este o comună în raionul Trosteaneț, regiunea Vinnița, Ucraina, formată din satele Dubivka și Torkanivka (reședința).

## Demografie
Componența lingvistică a satului Torkanivka
     Ucraineană (98,34%)
     Rusă (1,47%)
     Alte limbi (0,09%)
Conform recensământului din 2001, majoritatea populației satului Torkanivka era vorbitoare de ucraineană (98,34%), existând în minoritate și vorbitori de rusă (1,47%).